# Одиерна (графиня Триполи)
Одиерна (фр. Hodierna, 1110?-1164?) — графиня Триполи, регент графства.

## Биография
Одиерна была третьей из четырёх дочерей иерусалимского короля Балдуина II и Морфии Мелитенской. По происхождению — латино-армянка. В 1135 году она вышла замуж за графа Триполи Раймунда II.
Как и её сёстры, Одиерна имела очень независимый характер, и активно вмешивалась в запутанную политику ближневосточных государств крестоносцев. В 1150—1152 годах она поддержала свою сестру Мелисенду в борьбе против её сына Балдуина III. В 1152 году уже у Одиерны возник конфликт с её мужем Раймундом, и ей на помощь пришли сестра Мелисенда и племянник Балдуин. Конфликт был улажен, но было решено, что Одиерна на некоторое время покинет Триполи и вместе с Мелисендой вернётся в Иерусалим.
Стоило только Одиерне покинуть Триполи, как Раймунд II был убит ассасином. Одиерна немедленно вернулась обратно и приняла регентство от имени своего малолетнего сына Раймунда III. Она оставалась регентом графства до 1155 года, когда Раймунд III был объявлен совершеннолетним.
Год смерти Одиерны неизвестен. Очевидно, она умерла где-то в 1160-х годах.

## Семья и дети

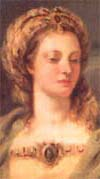
Портрет Одиерны

У Одиерны и Раймунда было двое детей:
- Раймунд (ок. 1140 — осень 1187), граф Триполи в 1152—1187
- Мелисенда, стала монахиней